# محمد أمين الكردي الإربلي
محمد أمين بن فتح الله الكردي الإربلي (ق. 1834 - 7 فبراير 1914) (ق. 1250 - 12 ربيع الأول 1332) فقيه شافعي وصوفي كُردي عراقي عثماني عاش معظم حياته في مصر الخديوي. ولد في أربيل بإيالة شهرزور العثمانية، ونشأ بها. تلقى علومه على علماء بلده وأخذ الطريقة النقشبندية، ثم هاجر إلى حجاز وانتسب إلى المدرسة المحمودية في المدينة. وبعدها سكن مصر فاشتغل بالتدريس والتأليف، ونشر الطريقة النقشبندية‌ واتخذ من خانقاه بيبرس الجاشنكير مقرًا، وله مؤلفات كثيرة في التصوف والفقه المذاهب الأربعة، أشهرها «تنوير القلوب في معاملة علام الغيوب».

## سيرته
هو نجم الدين محمد أمين الكردي النقشبندي ابن فتح الله زاده الإربلي البغدادي. ولد في أربيل بإيالة شهرزور العثمانية، ونشأ بها. تلقى علومه على علماء بلده وأخذ الطريقة النقشبندية عن عمر بن عثمان الكردي الطويل. ثم ذهب إلى مكة للحج، وتفرغ للعبادة فيها، ثم قصد المدينة وانتسب إلى المدرسة المحمودية بعد أن تعلم اللغة التركية العثمانية. وبعد سنوات سافر إلى مصر، وانتسب إلى رواق الأكراد في الأزهر، وعيّن وكيلًا لإدارة الرواق. اشتغل بالتدريس والتأليف، ونشر الطريقة النقشبندية‌ في مصر، وانتسب إلى الطريقة على يديه كثير. واتخذ من خانقاه بيبرس الجاشنكير التي كانت مخصصة للسادة الصوفية مقرًا له، وأقام فيها خلوته.

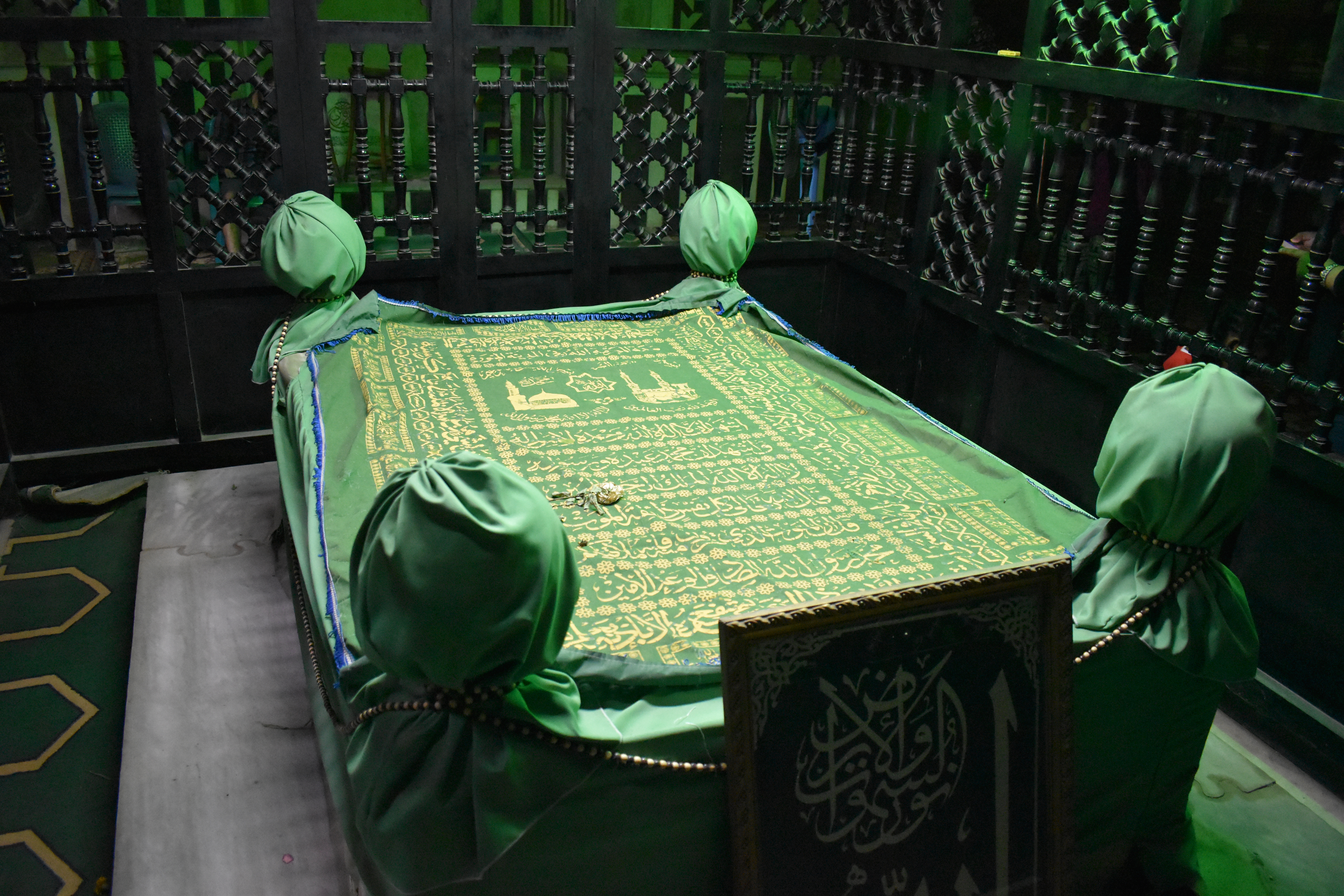
ضريح محمد أمين الكردي في خانقاه بيبرس الجاشنكير
.

توفي يوم 12 ربيع الأول سنة 1332/ 7 فبراير 1914  بالقاهرة ودفن في قرافة، وبعد 25 سنة نقل جثمانه إلى الضريح المقام بمسجد بيبرس جاشنكير بالجمالية وقبره بها مشهور يزار يعرف بـ«ضريح سيدى الشيخ محمد أمين البغدادى»، ويعمل له مولد كل عام.

## آثاره
من مؤلفاته:
- «إرشاد المحتاج إلى حقوق الأزواج»، في فقه مالكي
- «الأوراد البهائية»
- «العهود الوثيقة في التمسك بالشريعة والحقيقة»
- «الهداية الخيرية في الطريقة النقشبندية»
- «تنوير القلوب في معاملة علام الغيوب»
- «تهذيب المواهب السرمدية في أجلاء السادة النقشبندية » أو «المواهب السرمدية في مناقب النقشبندية»
- «خلاصة التصانيف للغزالي»، فيه ترجمة لنفسه.
- «ديوان خطب النصيحة البرية في الخطب المنيرية»
- «سعادة المبتدئين في علم الدين»، فقه شافعي.
- «ضوء السراج في فضل رجب وقصة معراج» أو «ضوء السراج في الإسراء والمعراج»
- «فتح المسالك في إيضاح المناسك على المذاهب الأربعة»
- «مدارك الصيام»
- «مراصد الصلاة»
- «مرشد العوام لأحكام الصيام»، على المذاهب الأربعة
- «هداية الطالبين لأحكام الدين»، فقه مالكي.